# Edward Earle
Edward Earle (Toronto, 16 luglio 1882 – Los Angeles, 15 dicembre 1972) è stato un attore canadese naturalizzato statunitense che iniziò a lavorare per il cinema all'epoca del muto.
Girò il suo primo film nel 1913 per la Edison. Nella sua carriera, durata oltre cinquant'anni, prese parte a oltre quattrocento film, lavorando anche per la televisione. 

## Filmografia parziale

### 1913
- An Hour Before Dawn

### 1914
- Mother and Wife, regia di Ben F. Wilson (1914)
- The Uncanny Mr. Gumble – cortometraggio (1914)
- The Mystery of the Talking Wire, regia di George Lessey – cortometraggio (1914)
- The Active Life of Dolly of the Dailies, regia di Walter Edwin - serial (1914)
- The Adventure of the Extra Baby, regia di Charles M. Seay – cortometraggio (1914)
- The Mystery of the Laughing Death, regia di George Lessey – cortometraggio (1914)
- When East Met West in Boston, regia di Walter Edwin – cortometraggio (1914)
- The Unopened Letter, regia di Preston Kendall – cortometraggio (1914)
- The Hand of Horror – cortometraggio (1914)
- The Mystery of the Fadeless Tints, regia di George Lessey – cortometraggio (1914)
- The Ever-Gallant Marquis, regia di Ashley Miller – cortometraggio (1914)
- Laddie, regia di George Lessey – cortometraggio (1914)
- A Tango Spree, regia di Charles M. Seay] (1914) – cortometraggio
- The Gilded Kidd, regia di C.J. Williams – cortometraggio (1914)
- The Birth of the Star Spangled Banner, regia di George A. Lessey – cortometraggio (1914)
- Face Value, regia di George Lessey – cortometraggio (1914)
- Sheep's Clothing, regia di Charles M. Seay – cortometraggio (1914)
- The Blue Coyote Cherry Crop, regia di Ashley Miller – cortometraggio (1914)
- A Transplanted Prairie Flower, regia di Ashley Miller – cortometraggio (1914)
- Greater Love Hath No Man, regia di Richard Ridgely – cortometraggio (1914)
- The Lost Melody – cortometraggio (1914)
- The New Partner, regia di Langdon West – cortometraggio (1914)
- A Question of Identity, regia di Charles Brabin – cortometraggio (1914)
- A Moment of Madness, regia di Langdon West – cortometraggio (1914)
- A Gypsy Madcap, regia di Richard Ridgely – cortometraggio (1914)
- The Girl of the Open Road – cortometraggio (1914)
- The Rose at the Door – cortometraggio (1914)
- The Vanishing of Olive, regia di Richard Ridgely – cortometraggio (1914)
- Olive Is Dismissed, regia di Richard Ridgely – cortometraggio (1914)
- The Lesson of the Flames, regia di Richard Ridgely – cortometraggio (1914)

### 1915
- Olive and the Burglar, regia di Richard Ridgely (1915)
- Olive's Other Self, regia di Richard Ridgely (1915)
- Lena, regia di Charles M. Seay (1915)
- Olive's Manufactured Mother, regia di Richard Ridgely (1915)
- Olive in the Madhouse, regia di Richard Ridgely (1915)
- Olive and the Heirloom, regia di Richard Ridgely (1915)
- Olive's Greatest Opportunity, regia di Richard Ridgely (1915)
- In the Shadow of Death (1915)
- For the Man She Loved, regia di Langdon West (1915)
- A Theft in the Dark, regia di Charles J. Brabin (Charles Brabin) (1915)
- The Phantom Thief, regia di John H. Collins (1915)
- Greater Than Art, regia di John H. Collins (1915)
- Her Proper Place, regia di Langdon West (1915)
- The Working of a Miracle, regia di Ashley Miller (1915)
- Through Turbulent Waters, regia di Duncan McRae (1915)
- Eugene Aram, regia di Richard Ridgely (1915)
- The Bedouin's Sacrifice, regia di Harry Beaumont (1915)
- Ranson's Folly, regia di Richard Ridgley (1915)
- The Land of Adventure, regia di Harry Beaumont (1915)
- Roses of Memory, regia di Edward C. Taylor (1915)
- The Hand of the Law, regia di Edward C. Taylor (1915)

### 1916
- The Innocence of Ruth, regia di John H. Collins (1916)
- What Doris Did, regia di George Foster Platt – cortometraggio (1916)
- The Light of Happiness, regia di John H. Collins (1916)
- The Gates of Eden, regia di John H. Collins (1916)

### 1917
- God's Man, regia di George Irving (1917)
- The Great Bradley Mystery, regia di Richard Ridgely (1917)
- The Beautiful Lie, regia di John W. Noble (1917)
- For France, regia di Wesley H. Ruggles (1917)
- A Family Flivver, regia di C. Graham Baker (1917)
- Paging Page Two, regia di C. Graham Baker (1917)
- He Had to Camouflage, regia di Wesley H. Ruggles (1917)
- His Wife Got All the Credit', regia di C. Graham Baker (1917)
- His Wife's Hero', regia di C. Graham Baker (1917)

### 1918
- The Blind Adventure, regia di Wesley H. Ruggles (Wesley Ruggles) (1918)
- A Little Ouija Work, regia di C. Graham Baker (1918)
- Seeking an Oversoul, regia di Graham Baker (1918)
- A Four Cornered Triangle, regia di C. Graham Baker (1918)
- Their Anniversary Feast, regia di C. Graham Baker (1918)
- Coals for the Fire, regia di C. Graham Baker (1918)
- Sweets to the Sour, regia di C. Graham Baker (1918)
- Their Godson, regia di C. Graham Baker (1918)
- The Rubaiyat of a Scotch Highball, regia di Martin Justice (1918)
- Surprising Husband, regia di Kenneth S. Webb (1918)
- Tobin's Palm, regia di Kenneth S. Webb (1918)
- The Little Runaway , regia di William P.S. Earle (1918)
- A Ramble in Aphasia, regia di Kenneth S. Webb (1918)
- Sisters of the Golden Circle, regia di Kenneth S. Webb – cortometraggio (1918)
- The Girl and the Graft, regia di William P.S. Earle (1918)
- One Thousand Dollars, regia di Kenneth S. Webb (1918)
- Mammon and the Archer, regia di Kenneth S. Webb (1918)
- Springtime à la Carte, regia di Kenneth S. Webb (1918)
- A Bird of Bagdad, regia di Kenneth S. Webb (1918)
- Transients in Arcadia, regia di Kenneth S. Webb (1918)

### 1919
- Shocks of Doom, regia di Henry Houry (1919)
- The Guardian of the Accolade, regia di Henry Houry (1919)
- His Bridal Night, regia di Kenneth S. Webb (1919)
- The Buried Treasure, regia di Kenneth S. Webb (1919)
- The Ghost of a Chance, regia di Kenneth S. Webb (1919)
- The Miracle of Love, regia di Robert Z. Leonard (1919)

### 1920
- High Speed, regia di Charles Miller (1920)
- The Law of the Yukon, regia di Charles Miller (1920)

### 1921
- Passion Fruit, regia di John Ince (1921)
- East Lynne, regia di Hugo Ballin (1921)

### 1922
- False Fronts, regia di Samuel R. Bradley (1922)
- The Man Who Played God, regia di F. Harmon Weight (1922)
- The Streets of New York, regia di Burton L. King (1922)

### 1923
- None So Blind, regia di Burton L. King (1923)
- You Are Guilty
- Broadway Broke

### 1924
- Gambling Wives
- The Lure of Love
- How to Educate a Wife
- The Family Secret, regia di William A. Seiter (1924)
- The Dangerous Flirt, regia di Tod Browning (1924)

### 1925
- Her Market Value
- The Lady Who Lied
- Why Women Love, regia di Edwin Carewe (1925)
- The Splendid Road

### 1926
- Irene
- The Greater Glory
- Pals First, regia di Edwin Carewe (1926)
- A Woman's Heart, regia di Phil Rosen (1926)

### 1927
- Twelve Miles Out, regia di Jack Conway (1927)
- Spring Fever, regia di Edward Sedgwick (1927)

### 1928
- L'inferno delle fanciulle (Runaway Girls), regia di Mark Sandrich (1928)
- Il vento (The Wind), regia di Victor Sjöström (1928)

### 1929
- Friendship, regia di Eugene Walter (1929)
- Kid Gloves, regia di Ray Enright (1929)
- Io... e l'amore (Spite Marriage), regia di Edward Sedgwick (1929)
- Smiling Irish Eyes, regia di William A. Seiter (1929)
- The Hottentot, regia di Roy Del Ruth (1929)
- A Matter of Ethics (1929)

### 1930
- In the Next Room
- Honeymoon Zeppelin
- Second Honeymoon
- Phantom of the Desert, regia di Harry S. Webb (1930)

### 1931
- Stout Hearts and Willing Hands
- A Woman of Experience
- Forgotten Women, regia di Richard Thorpe (1931)

### 1932
- L'ultimo scandalo (Scandal for Sale), regia di Russell Mack (1932)

### 1933
- Revenge at Monte Carlo, regia di Reeves Eason (B. Reeves Eason) (1933)
- Alimony Madness, regia di Reeves Eason (1933)
- The Man Who Dared, regia di Hamilton MacFadden (1933)
- L'idolo delle donne (The Prizefighter and the Lady), regia di W. S. Van Dyke (1933)

### 1934
- Three on a Honeymoon
- Il trionfo della vita (Stand Up and Cheer!), regia di Hamilton MacFadden (1934)
- He Was Her Man
- Little Miss Marker, regia di Alexander Hall (1934)
- Marinai all'erta (Here Comes the Navy), regia di Lloyd Bacon (1934)
- Porte chiuse (She Was a Lady), regia di Hamilton MacFadden (1934)
- Nel paese delle meraviglie (Babes in Toyland), regia di Gus Meins, Charley Rogers (1934)
- The White Parade
- Mystery Mountain, regia di Otto Brower e B. Reeves Eason (1934)
- Ticket to a Crime

### 1935
- Mutiny Ahead
- The Revenge Rider
- Aquile
- The Miracle Rider, regia di B. Reeves Eason e Armand Schaefer (1935)
- Fighting Lady
- Chinatown Squad
- Lady Tubbs
- Here Comes the Band
- Codice segreto (Rendezvous), regia di William K. Howard e, non accreditato, Sam Wood (1935)
- Grand Exit
- Ship Cafe
- Life Hesitates at 40
- Coronado, regia di Norman Z. McLeod (1935)
- Super-Speed
- Al di là delle tenebre (Magnificent Obsession), regia di John M. Stahl (1935)

### 1936
- Wives Never Know, regia di Elliott Nugent (1936)

### 1937
- Artisti e modelle (Artists and Models), regia di Raoul Walsh (1937)

### 1938
- Her Jungle Love, regia di George Archainbaud (1938)
- Riders of the Black Hills, regia di George Sherman (1938)

### 1943
- Che donna! (What a Woman!), regia di Irving Cummings (1943)

### 1946
- The Devil's Mask, regia di Henry Levin (1946)

### 1953
- It Happens Every Thursday, regia di Joseph Pevney (1953)

### 1956
- Come prima... meglio di prima (Never Say Goodbye), regia di Jerry Hopper e Douglas Sirk (1956)
- Congiura al castello (Francis in the Haunted House), regia di Charles Lamont (1956)
- The She-Creature, regia di Edward L. Cahn (1956)
- I dieci comandamenti (The Ten Commandments), regia di Cecil B. DeMille (1956)

### Televisione
- Adventures of Falcon – serie TV, episodio 1x03 (1954)
- Crossroads – serie TV, episodi 1x16-1x23-2x20 (1956-1957)
- Scienza e fantasia (Science Fiction Theatre) – serie TV, episodio 1x37 (1956)
- Rescue 8 – serie TV, episodio 1x29 (1959)
- The Texan – serie TV, episodio 2x32 (1960)